# 眉庇付冑

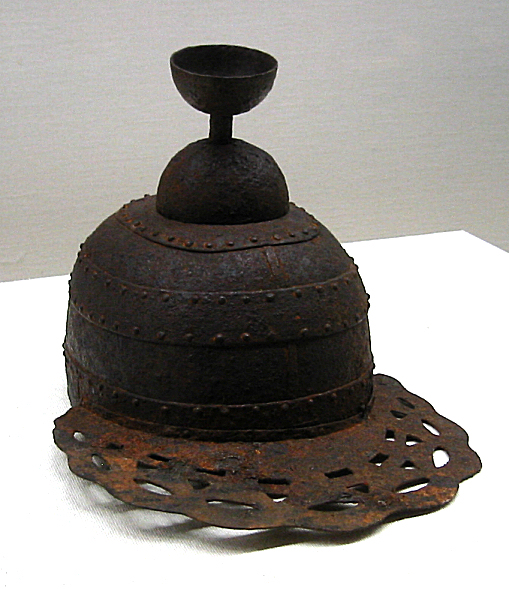
小札鋲留眉庇付冑（東京国立博物館所蔵）

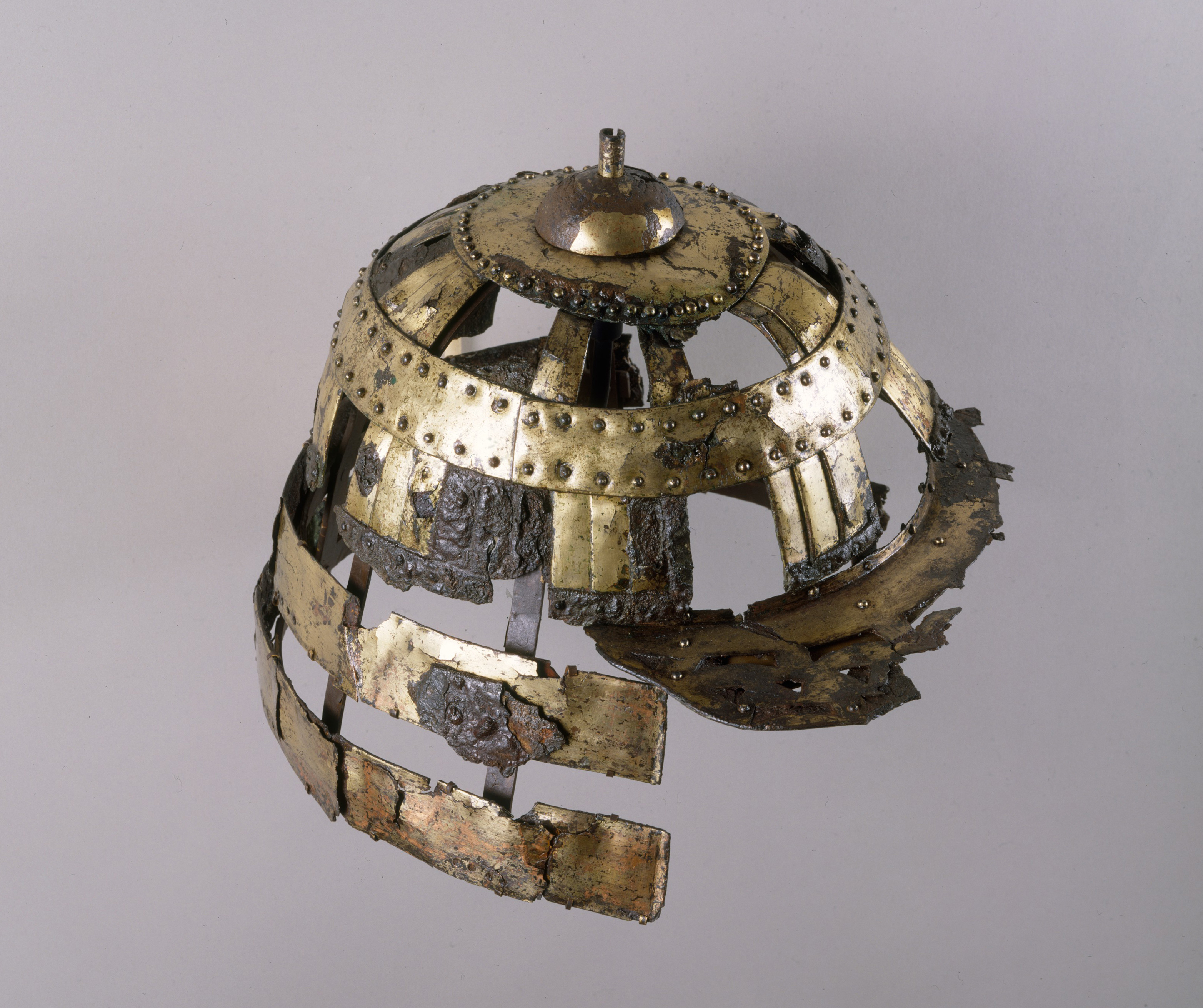
佐久米大塚山古墳出土 金銅装小札鋲留眉庇付冑（メトロポリタン美術館所蔵）

眉庇付冑（まびさしつきかぶと）は、日本の古墳時代中期に製作・使用された冑（兜）の一種。古墳の副葬品として出土する甲冑の中でも代表的なものの一つである。5世紀中頃から6世紀にかけて、板甲や小札甲と組み合わせて用いられた。

## 概要
「眉庇付冑」の名は、ほぼ正円半球型の冑本体（鉢）の正面（前頭部）に、野球帽の鍔のような大きな「眉庇」が付くことに由来する。鉄製が一般的であるが、金銅製のものもある。4世紀末（古墳時代中期初頭）ごろに出現する衝角付冑にやや遅れ、5世紀前半（中期中葉）から出現し、6世紀初めごろまで存続した。

### 構造
- 鉢（はち）：小札（こざね）と呼ばれる小鉄板を連続させる、あるいは円形に湾曲させた細長い帯状鉄板を上下2段に重ねて地板とする。さらに円形に湾曲させた帯状の鉄板2枚を鉢部の最下部と中位に巻きつける（腰巻板・胴巻板）。頭頂部には伏板と呼ばれる円盤状の鉄板を載せる。頭頂部の伏板上には、「伏鉢」「受鉢」と呼ばれる２つの半球形金具を、「管」と呼ばれる筒状金具で接続し立鼓状に組み立てたものが載せられている。この受鉢には、獣毛や繊維による払子状の装飾が付けられていたのではないかと考えられている。なお福岡県行橋市稲童の稲童古墳群21号墳からは、受鉢に樹枝状の金属製装飾が取り付けられた例が全国で唯一出土している[6]。

- 錣（しころ）：後頭部や首周りを防御するため鉢の後頭部下部から垂らした帯状鉄板で、３～４枚の帯金を重ね、革紐で威して構成するものが多い。

- 眉庇（まびさし）：本冑を最も特徴付ける部位で、半円よりも団扇形に近い幅広の鉄板を腰巻板の正面側に取り付ける。眉庇の縁には透かしが入っているものが多く（無透のものもある）、透かしの形状から葉文系、レンズ文系、三角文系などに分類される。

### 製作技術
鉄板同士の接続は、衝角付冑に見られるような、鉄板に開けた矧穴（はぎあな）に革紐を通して繋ぎ合わせる革綴（かわとじ）技法が存在せず、鉄鋲を打つ鋲留（びょうどめ）技法で行われている。

## 種類
製作技術と構造に基づいて、大まかに下記のように分類されるが、細部の技術や構造の系譜・デザイン上の差異などによって、さらに細かい分類も行われている。
- 小札鋲留眉庇付冑（こざねびょうどめまびさしつきかぶと）：地板に小鉄板を用い、鋲留技法で製作されたもの。
- 横矧板鋲留眉庇付冑（よこはぎいたびょうどめまびさしつきかぶと）：地板を腰巻板や銅巻板と同じ細長い帯金で構成し、鋲留技法で製作されたもの。

### その他
蒙古鉢形眉庇付冑（もうこばちがたまびさしつきかぶと）：奈良県五條市西河内町の五条猫塚古墳から出土した眉庇付冑は、上段の地板が上方へ著しく突出し、朝鮮半島や中国大陸で見られる蒙古鉢形冑によく似ていることから、このように呼ばれている。製作技法は小札鋲留眉庇付冑とほぼ同じである。

## ギャラリー

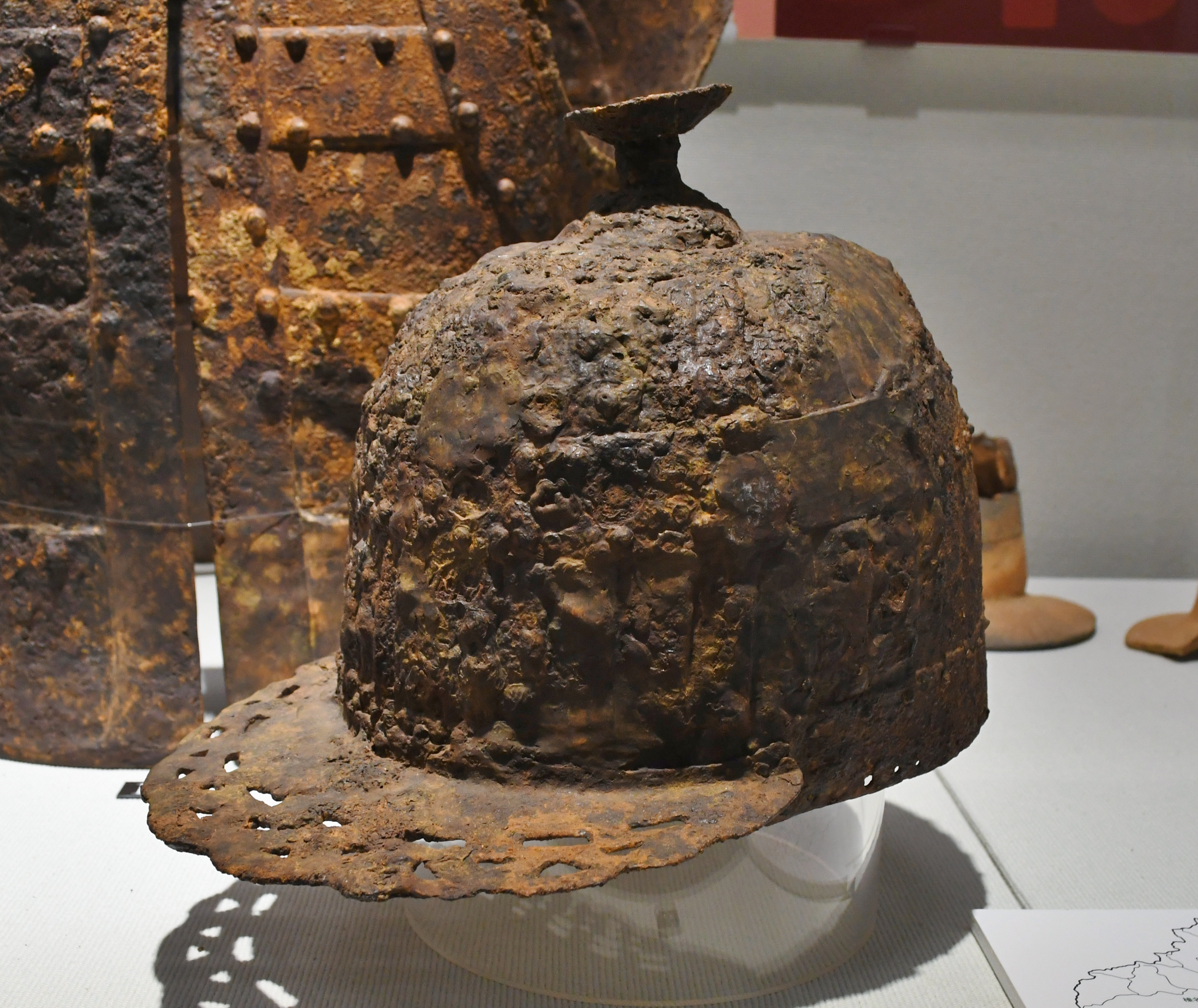
鶴山古墳 眉庇付冑 群馬県太田市。群馬県立博物館展示。
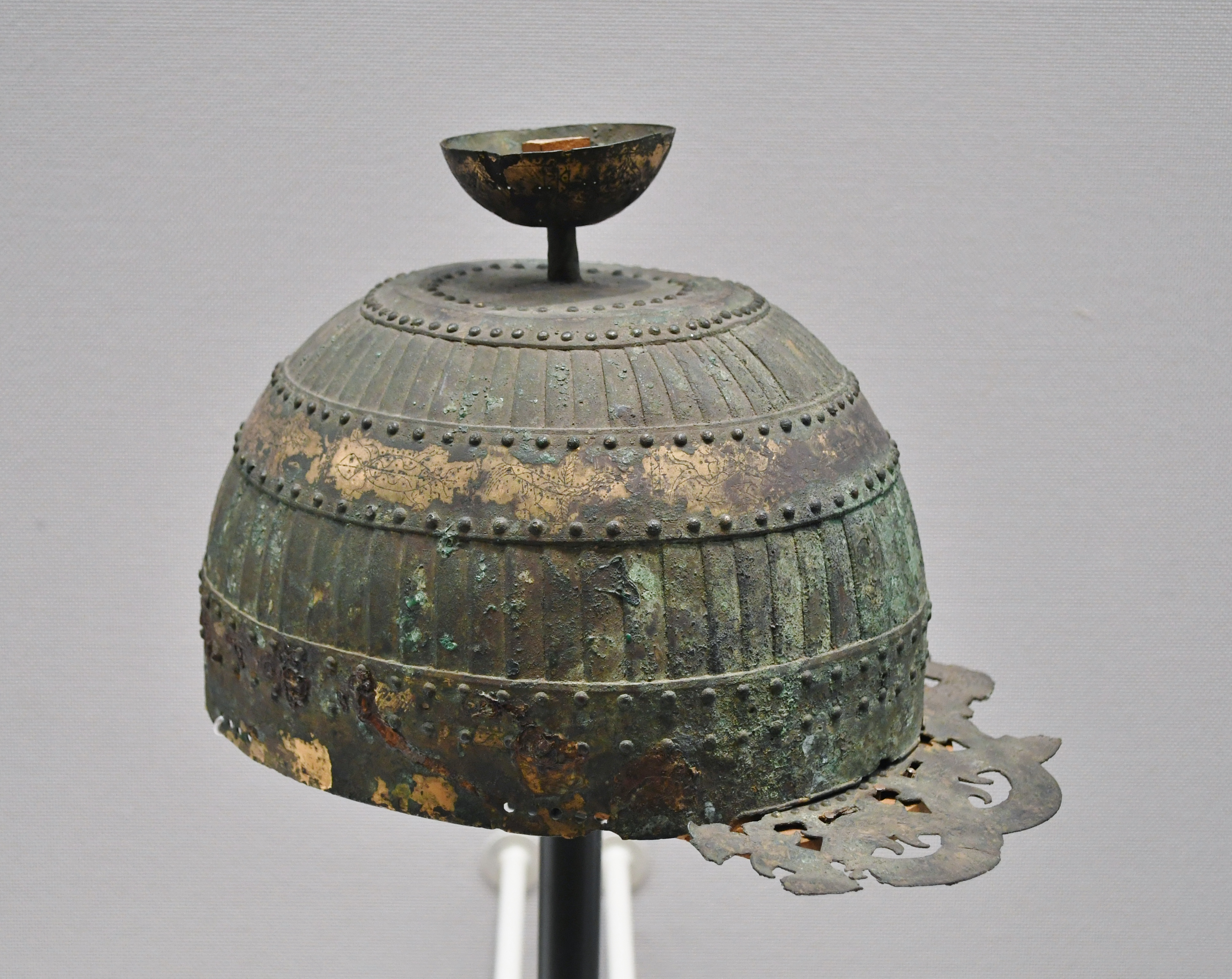
祇園大塚山古墳 小札鋲留眉庇付冑 千葉県木更津市。東京国立博物館展示。
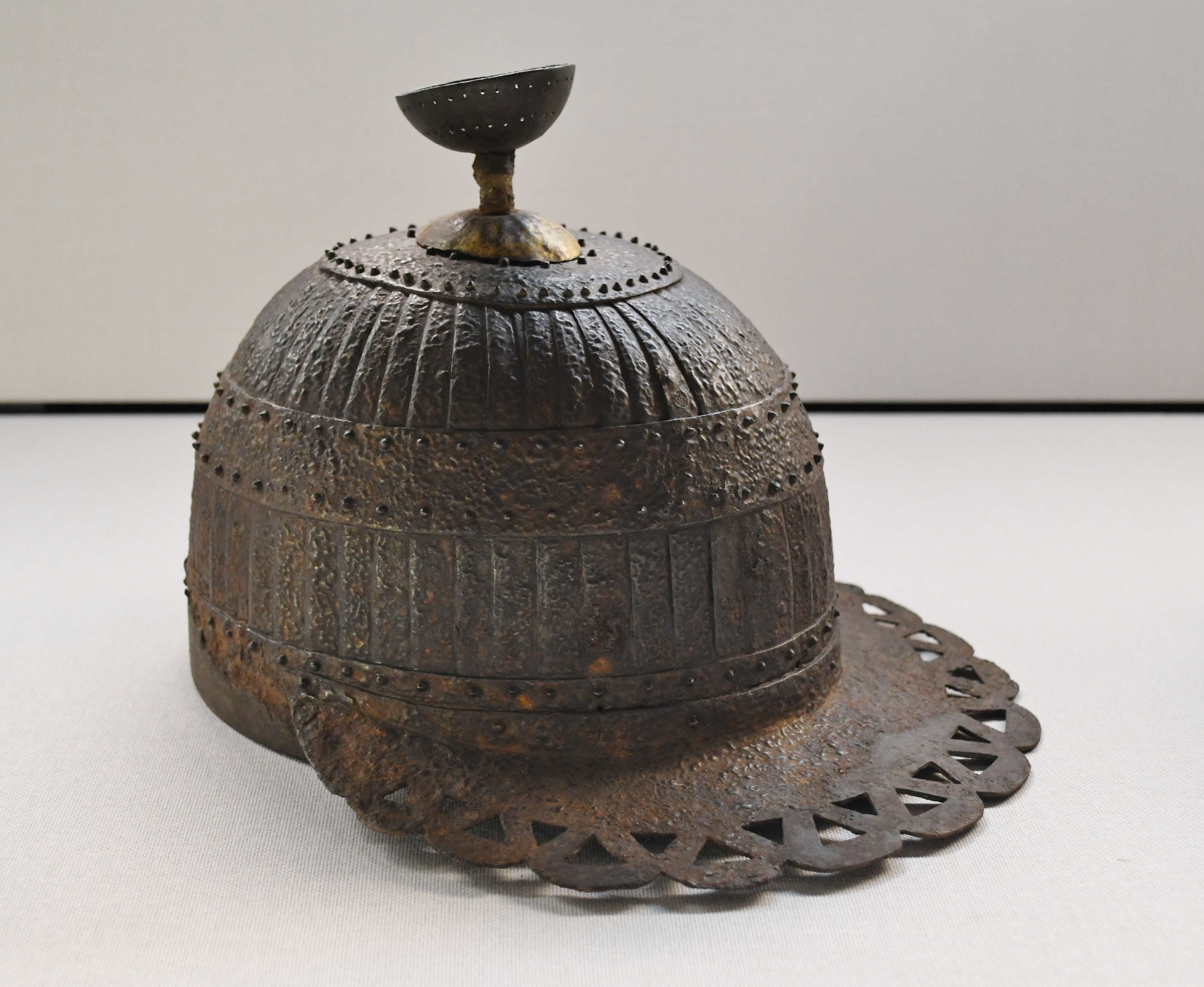
二本松山古墳 小札鋲留眉庇付冑 福井県永平寺町。東京国立博物館展示。
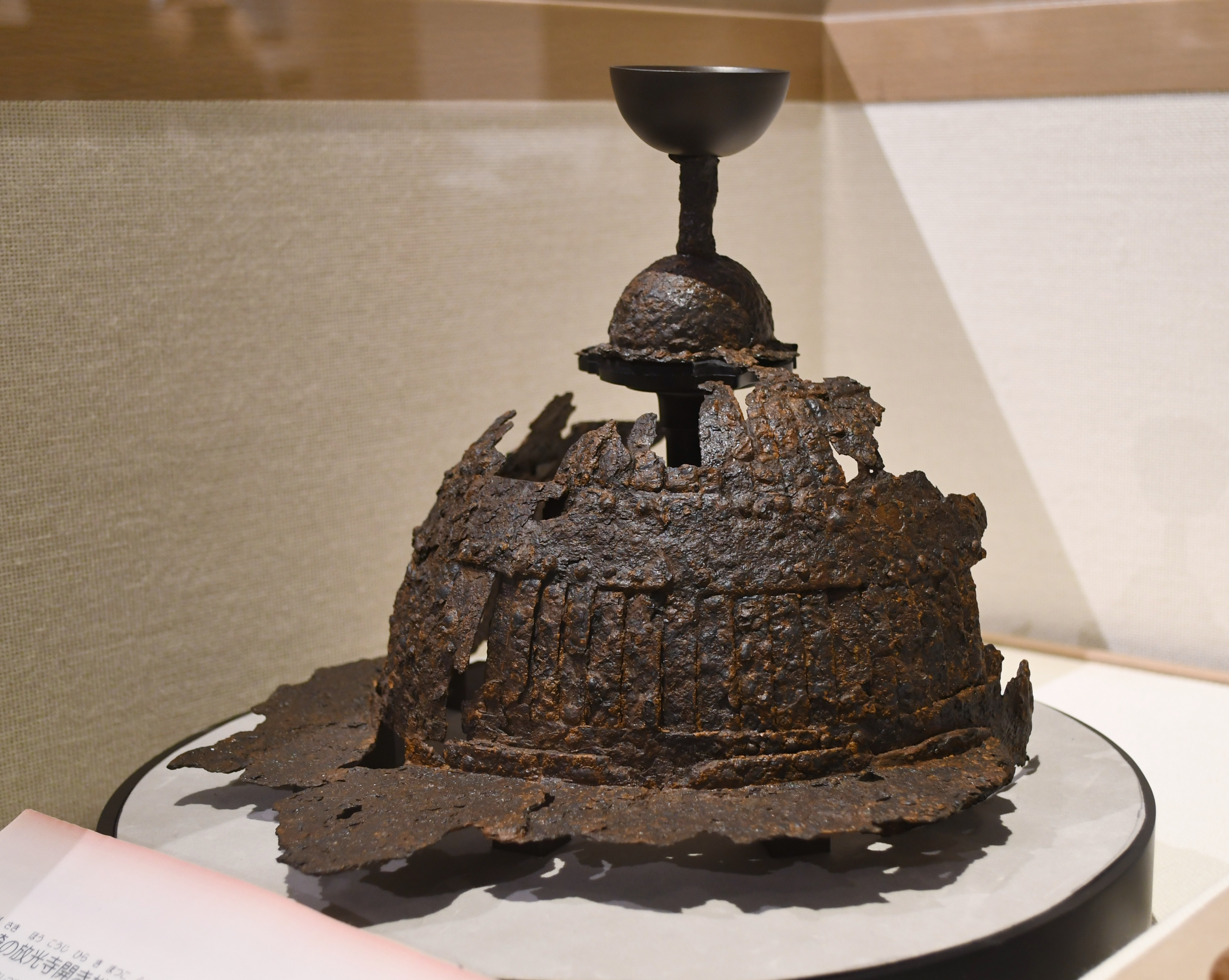
開き松古墳 眉庇付冑 長野県松本市。松本市立考古博物館展示。
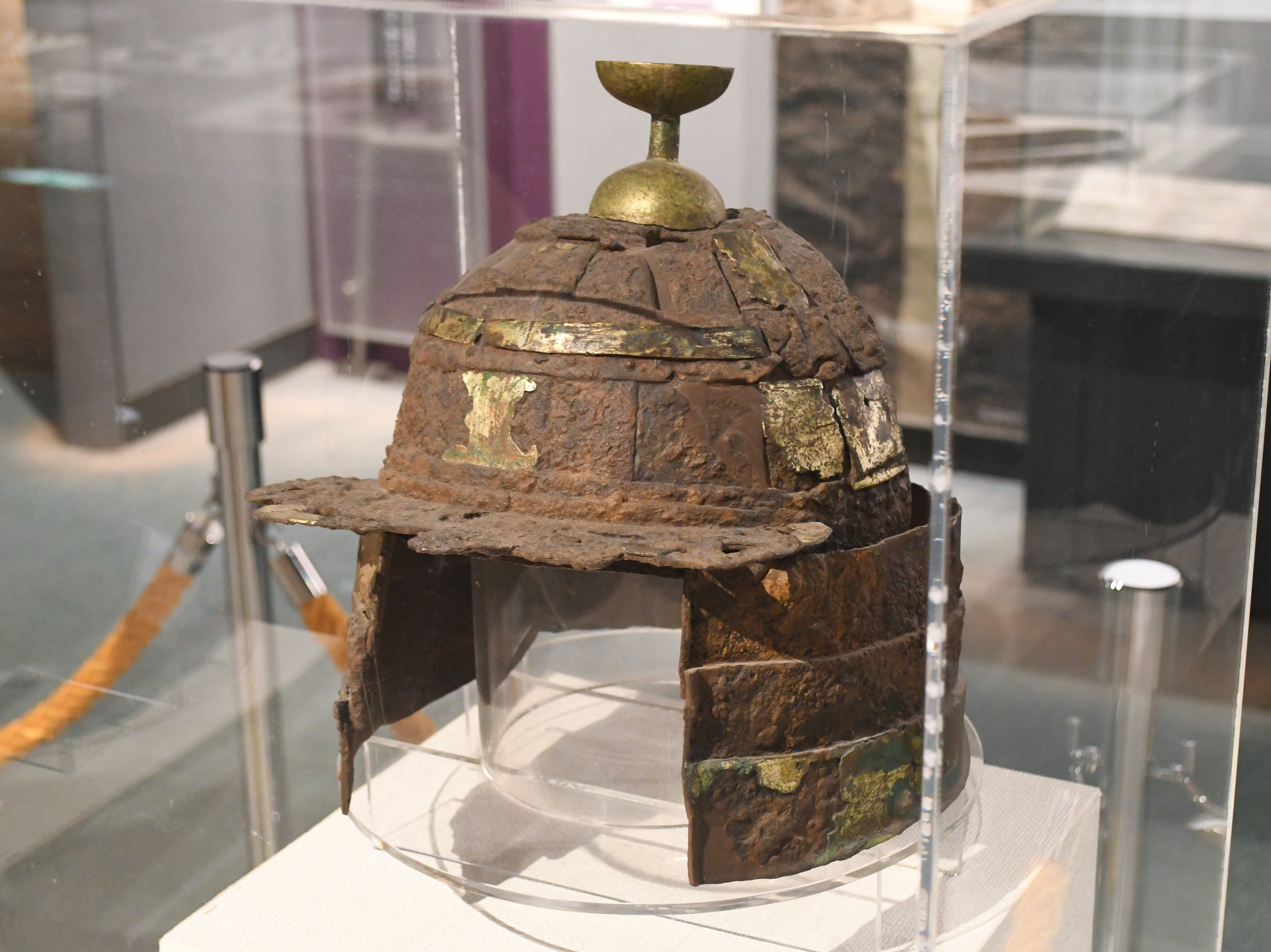
妙前大塚遺跡 眉庇付冑 長野県飯田市。長野県立歴史館展示。
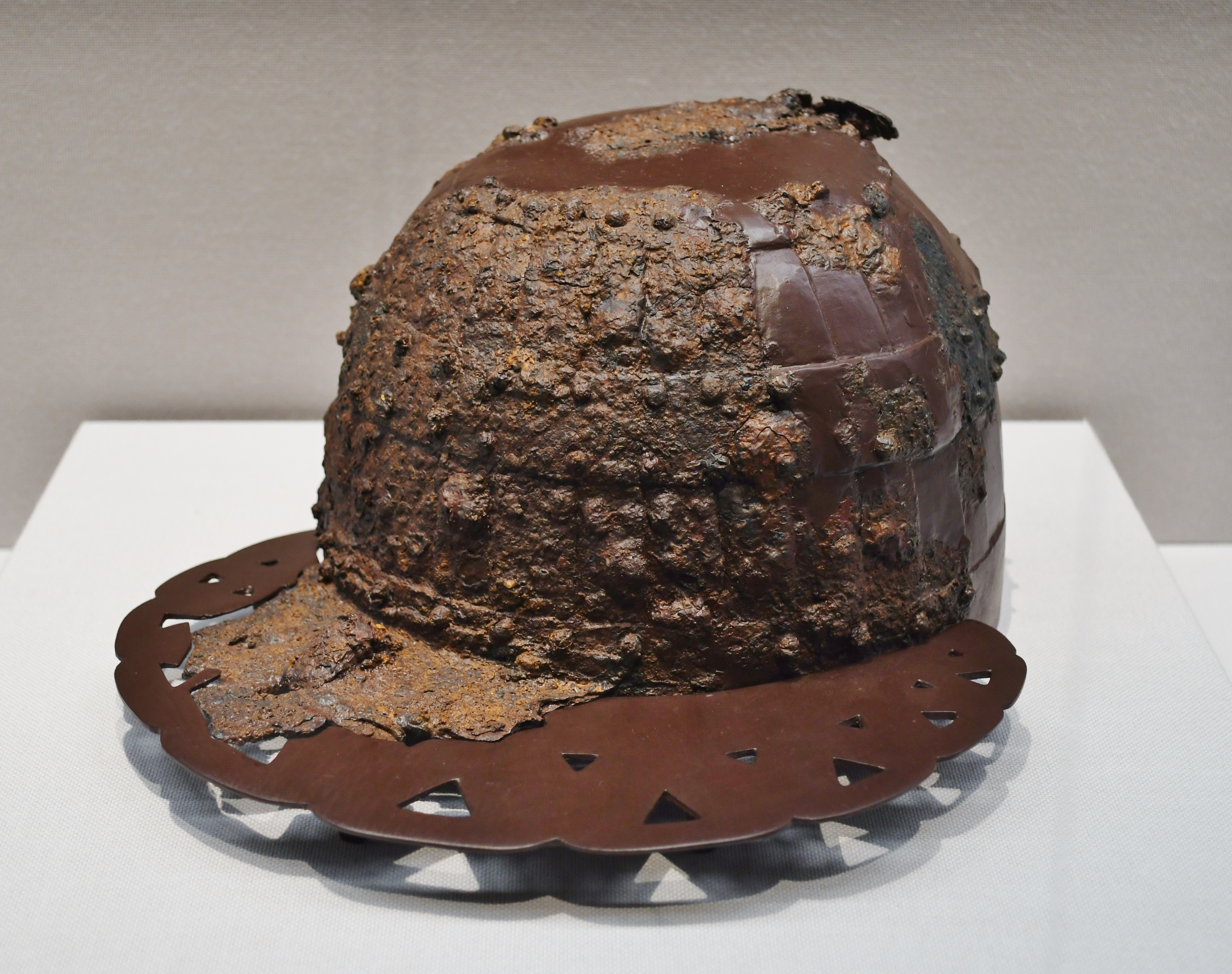
女塚古墳 眉庇付冑 大阪府豊中市。東京国立博物館展示。
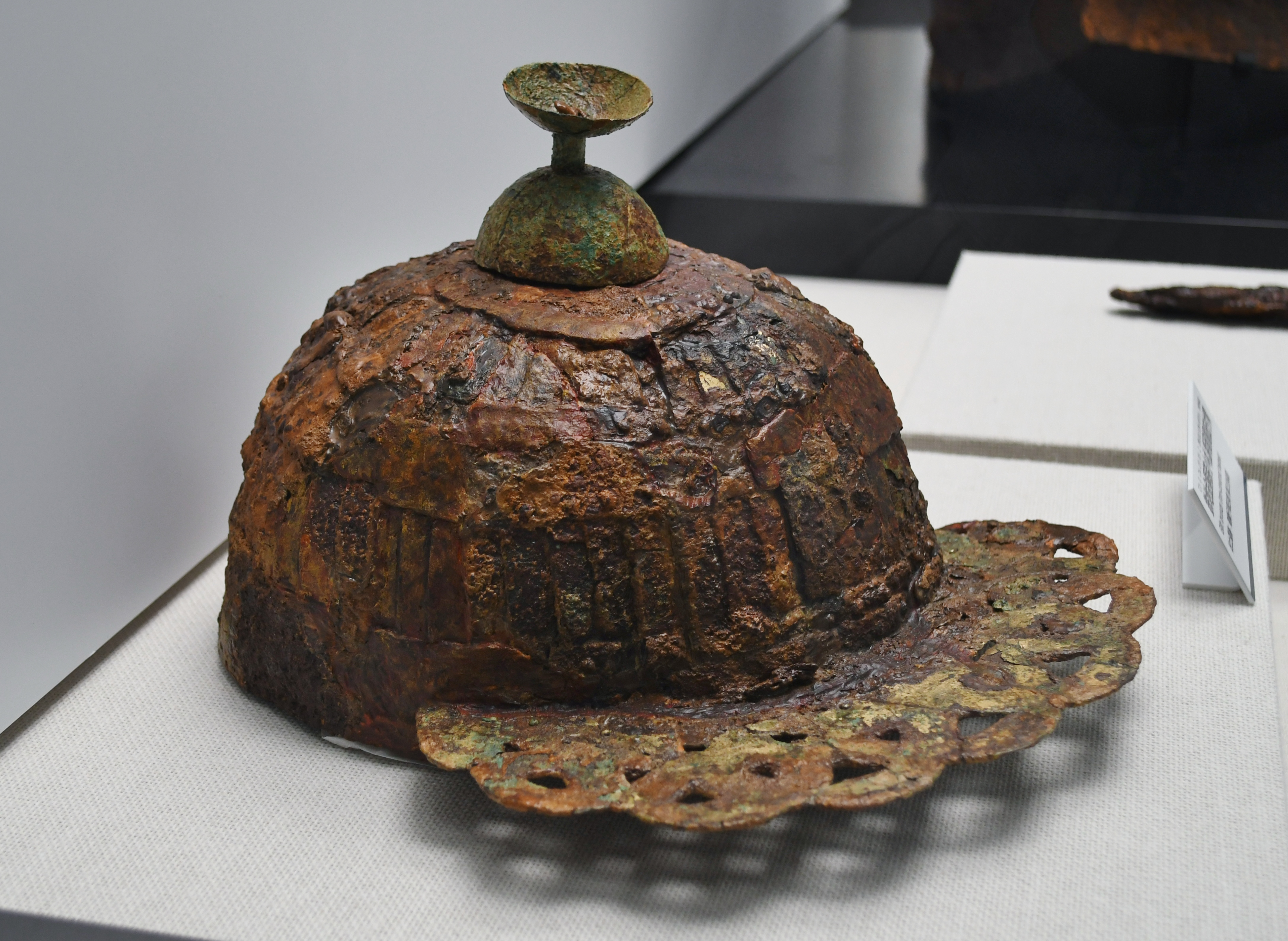
御獅子塚古墳 小札鋲留眉庇付冑 大阪府豊中市。豊中市立郷土資料館展示。
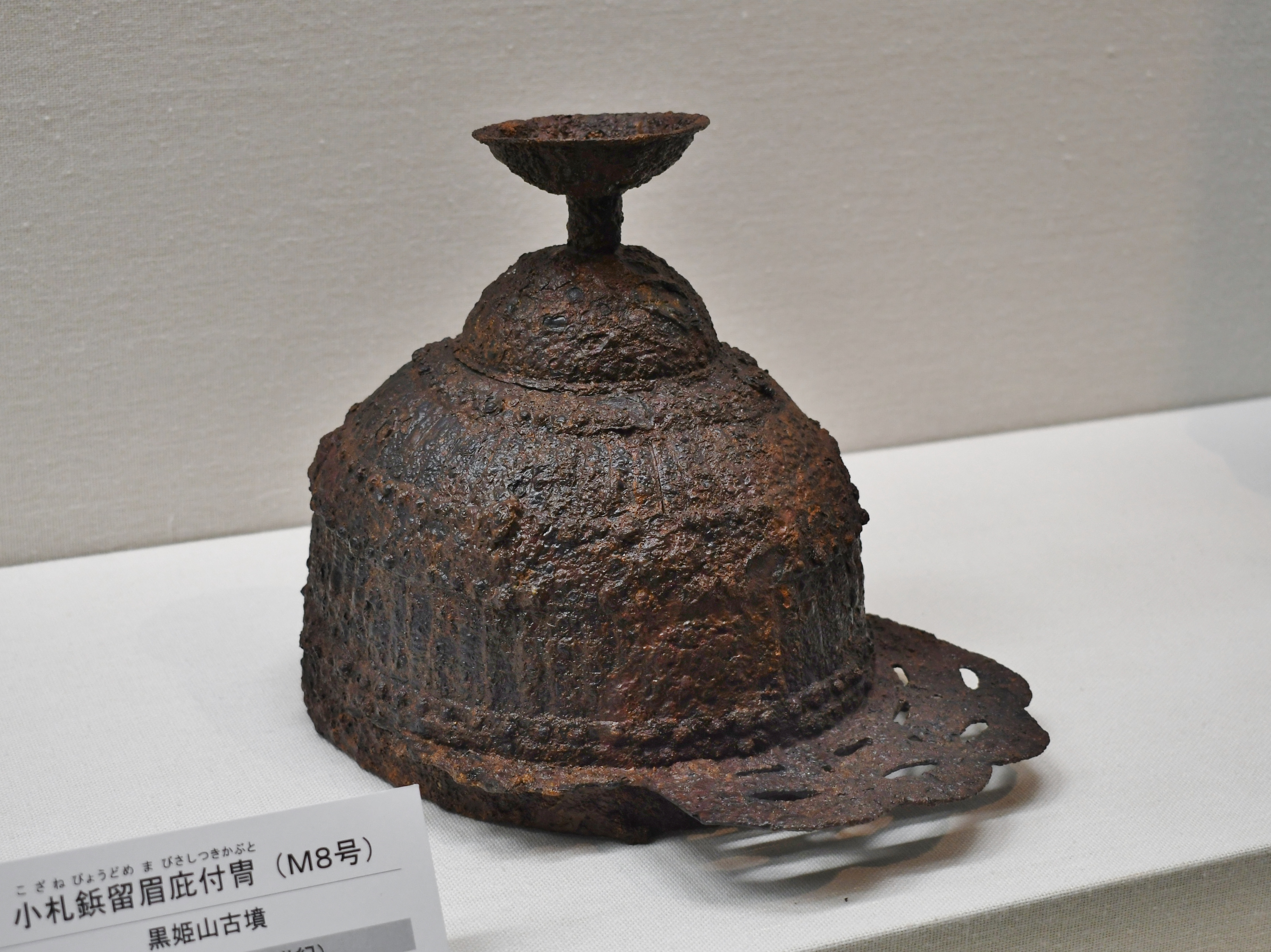
黒姫山古墳 小札鋲留眉庇付冑M8号 大阪府堺市。堺市立みはら歴史博物館展示。
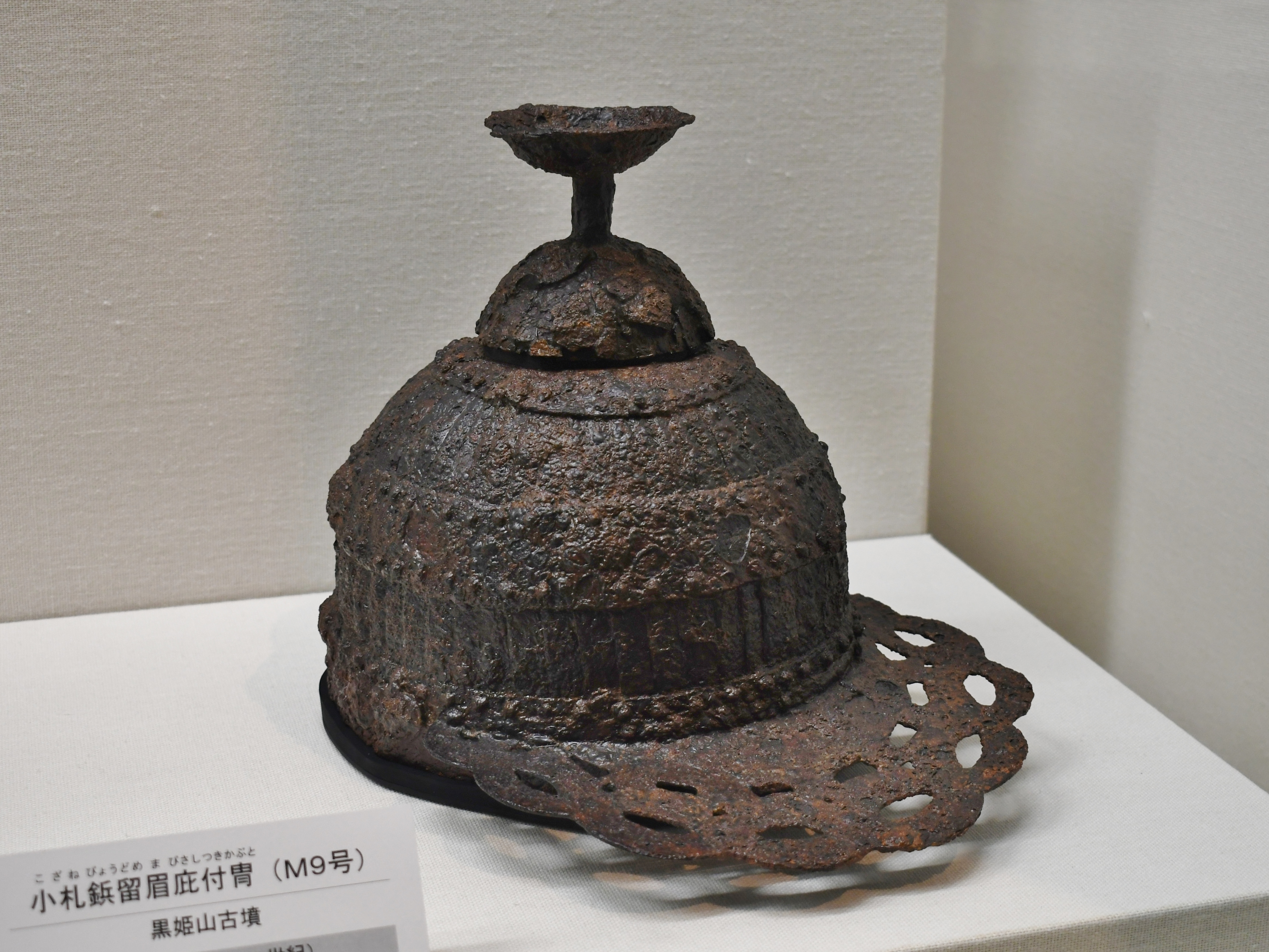
黒姫山古墳 小札鋲留眉庇付冑M9号 大阪府堺市。堺市立みはら歴史博物館展示。
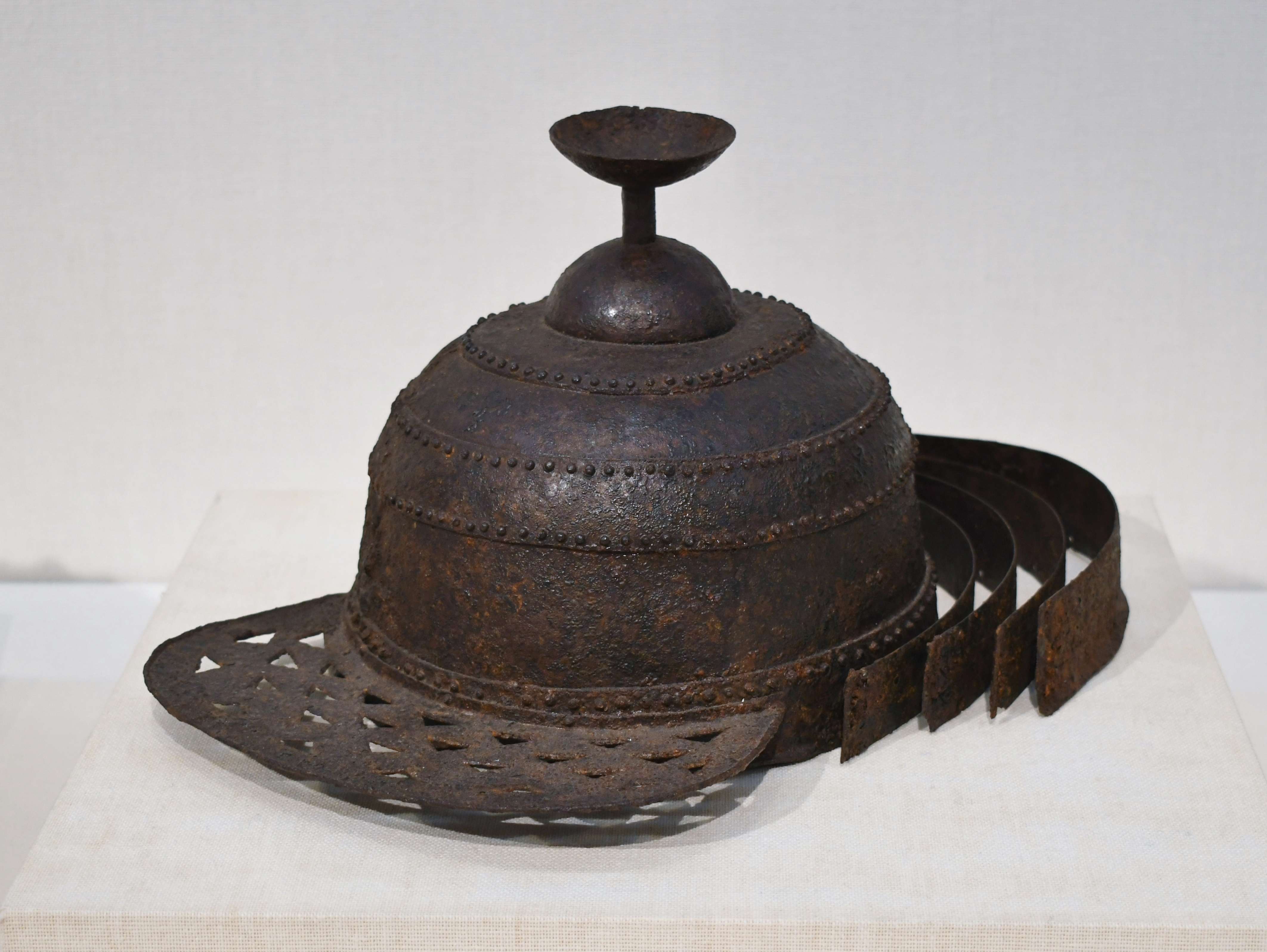
亀山古墳 横矧板鋲留眉庇付冑 兵庫県加西市。東京国立博物館蔵、兵庫県立考古博物館企画展示時に撮影。
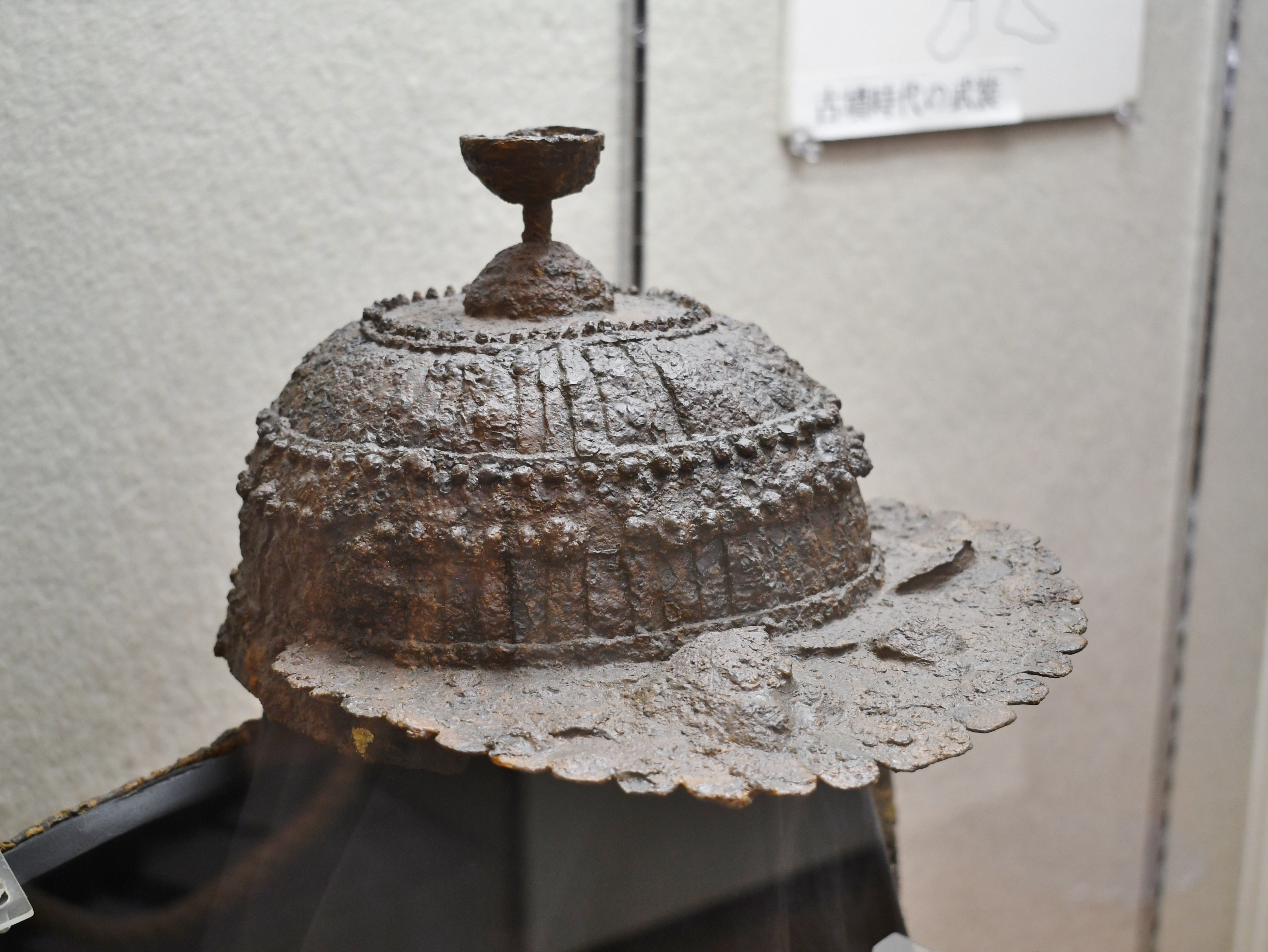
ベンショ塚古墳 小札鋲留眉庇付冑 奈良県奈良市。奈良市埋蔵文化財調査センター展示。
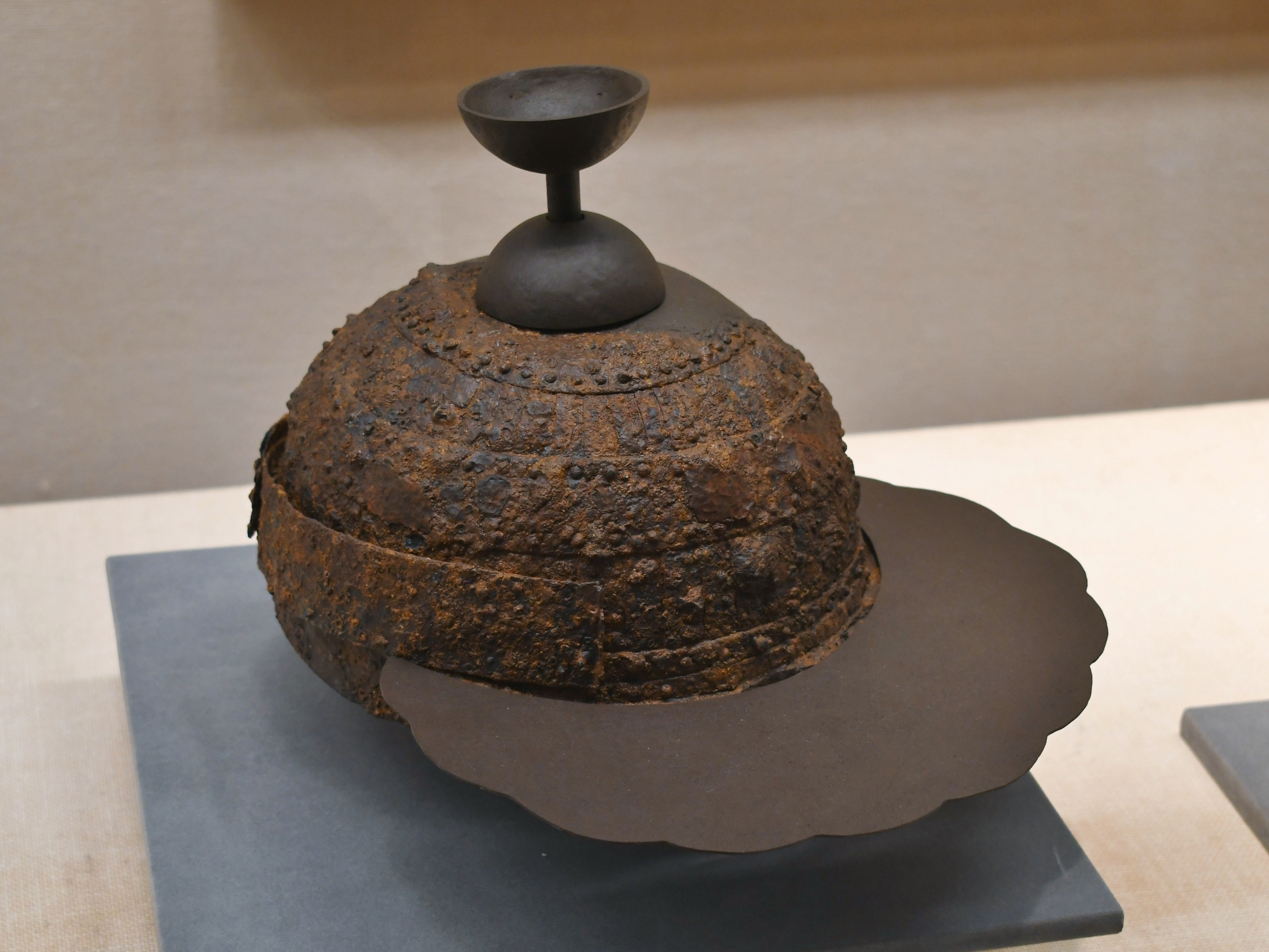
島ノ山2号墳 小札鋲留眉庇付冑 奈良県葛城市。葛城市歴史博物館展示。
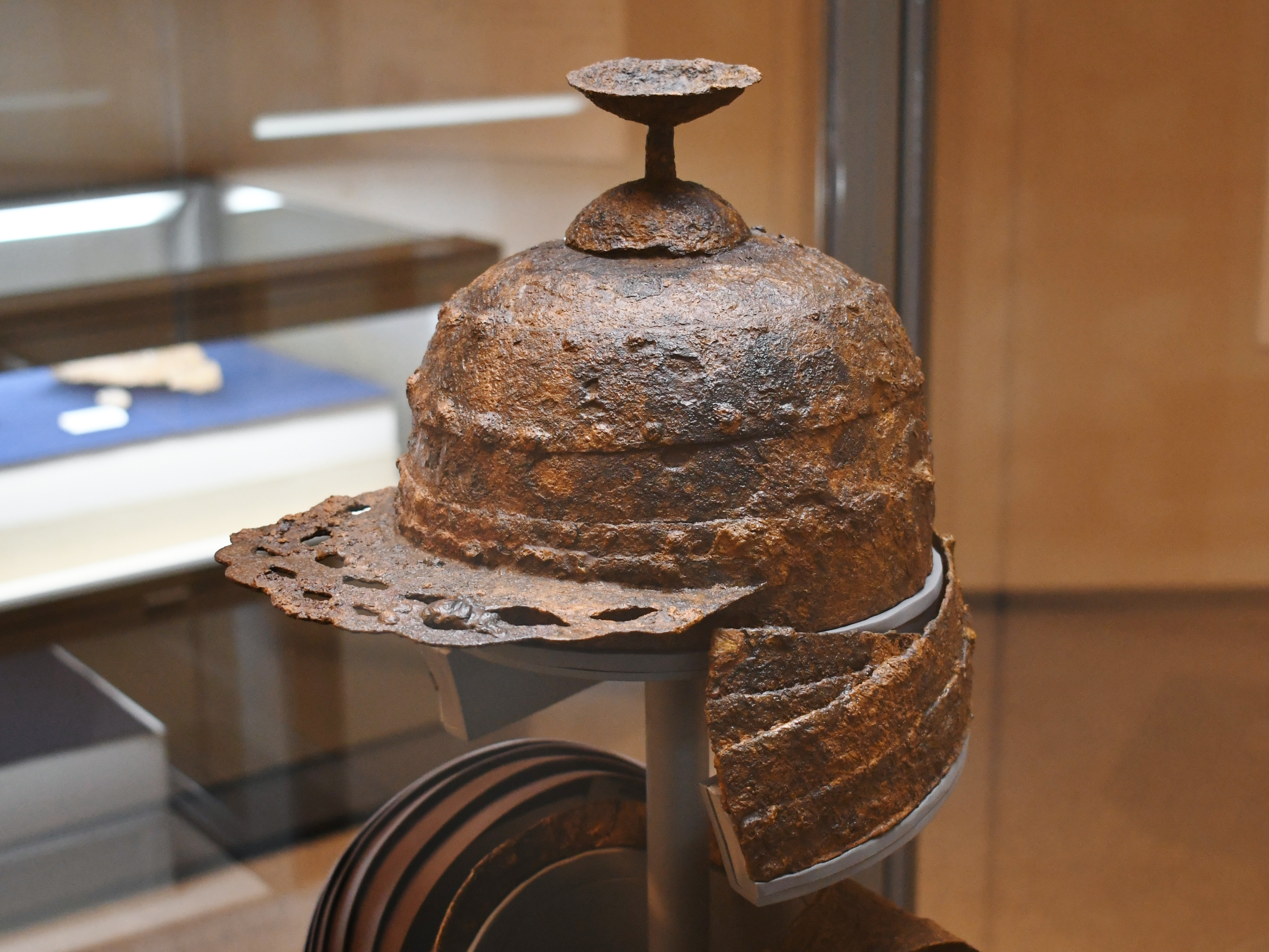
相作馬塚古墳 横矧板鋲留眉庇付冑 香川県高松市。高松市歴史資料館企画展示時に撮影。
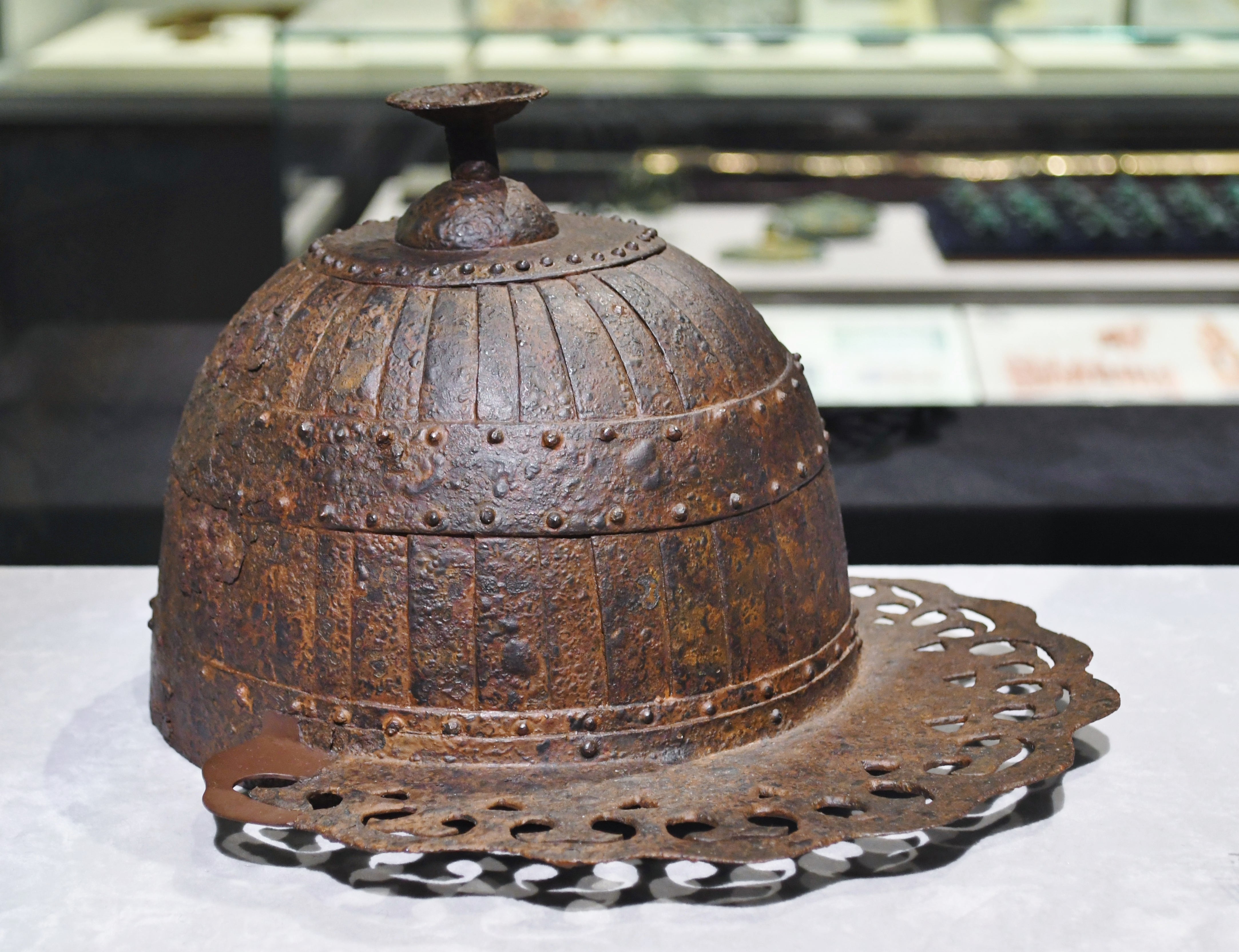
マロ塚古墳 小札鋲留眉庇付冑 熊本県。国立歴史民俗博物館展示。
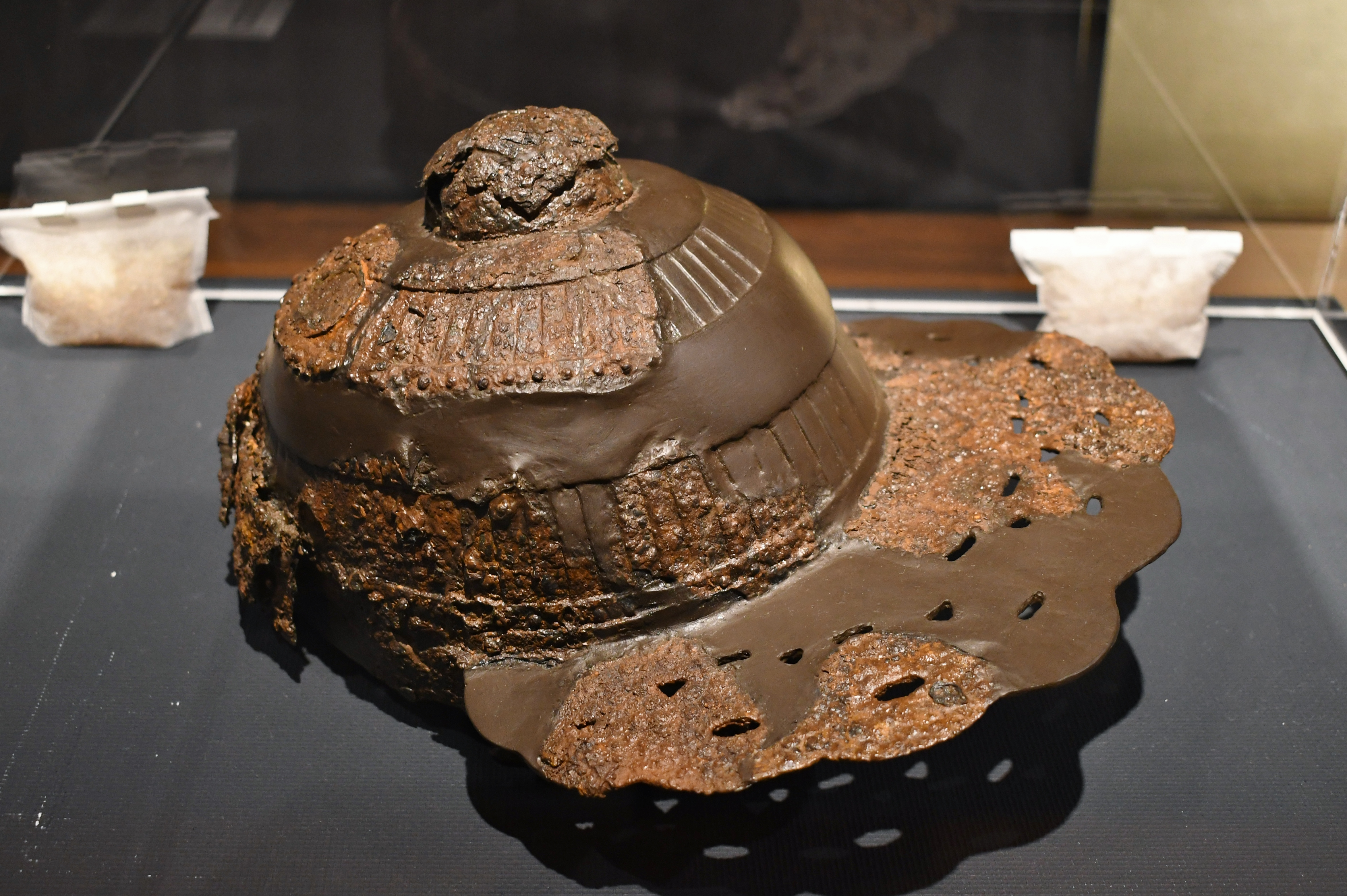
六野原10号地下式横穴墓 小札鋲留眉庇付冑 宮崎県国富町。宮崎県立西都原考古博物館展示。
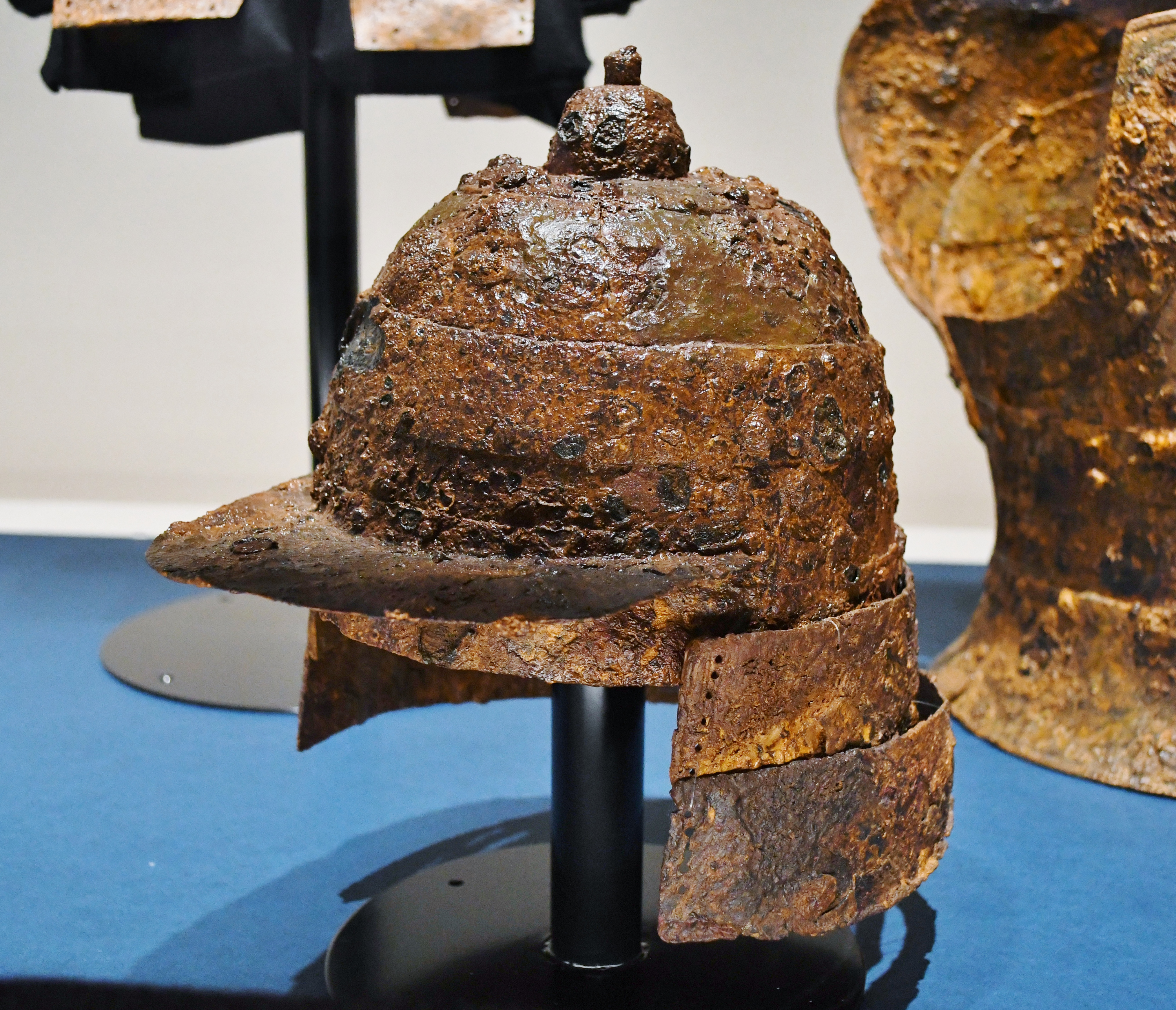
金海杜谷43号墳 眉庇付冑 韓国慶尚南道金海市。国立歴史民俗博物館企画展示時に撮影。
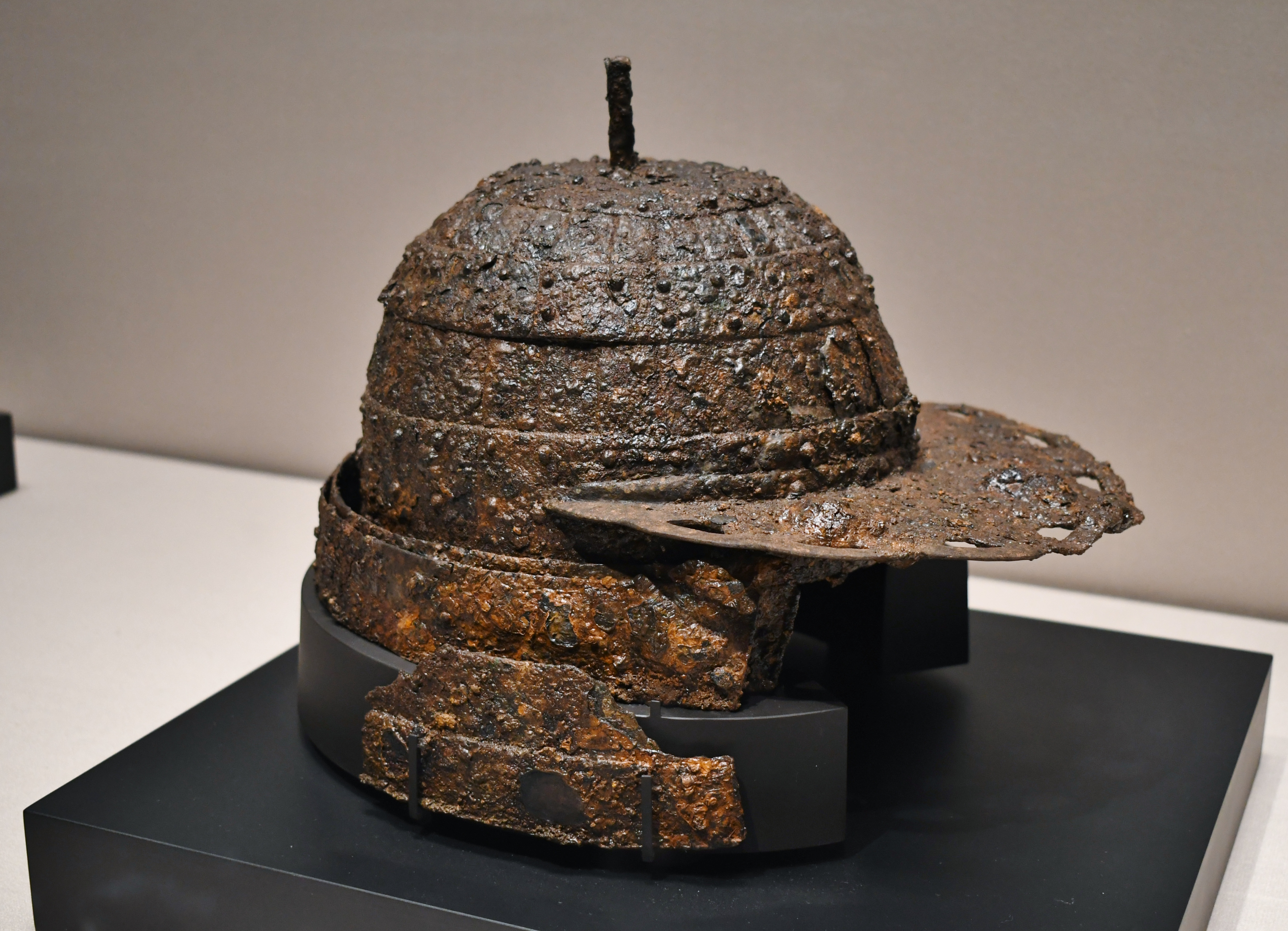
伝東莱蓮山洞 眉庇付冑 伝韓国東莱蓮山洞。東京国立博物館展示。
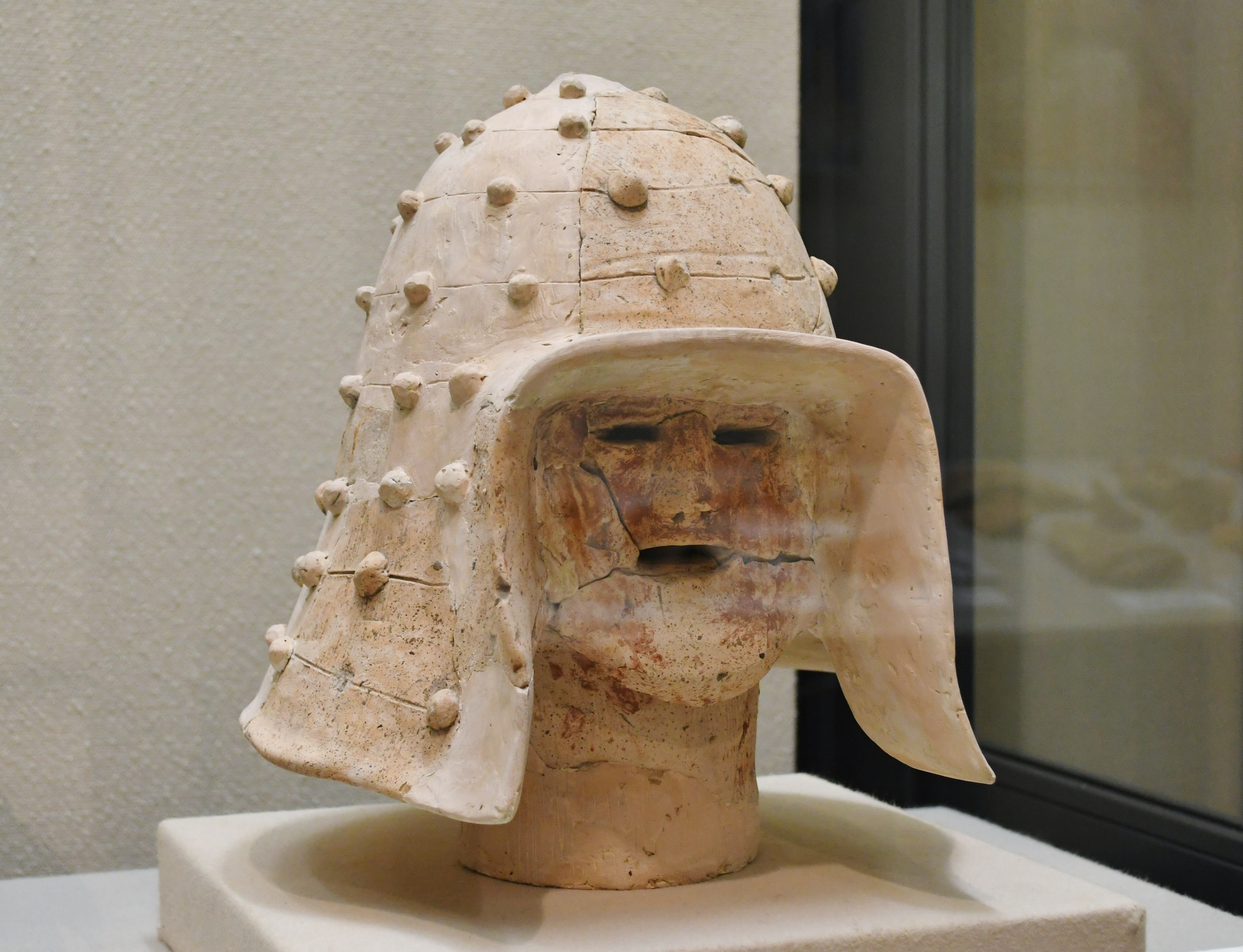
埼玉稲荷山古墳 埴輪 武人頭部 埼玉県行田市。埼玉県立さきたま史跡の博物館展示。
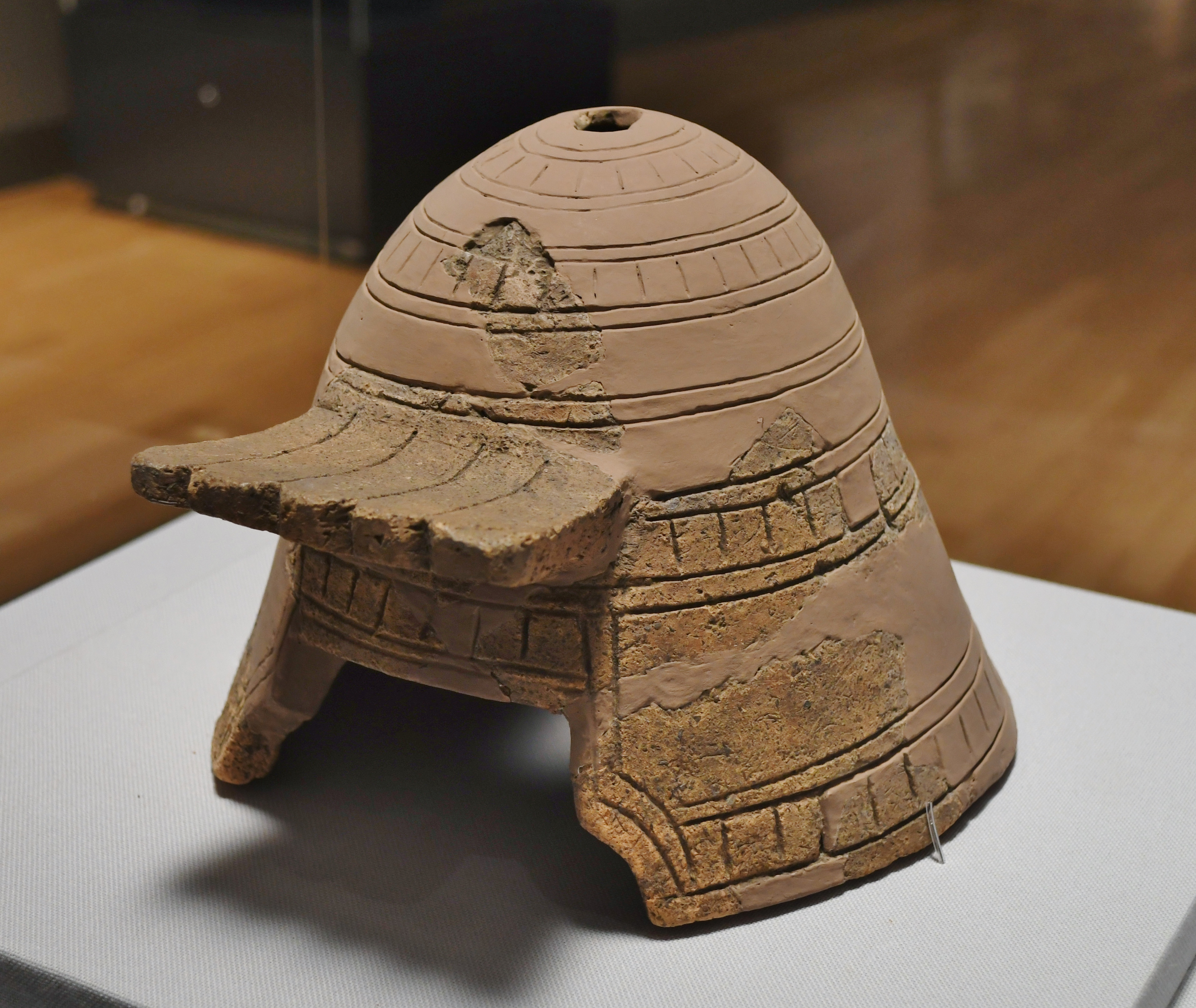
西都原古墳群 埴輪 眉庇付冑 宮崎県西都市。東京国立博物館展示。